# أبدون

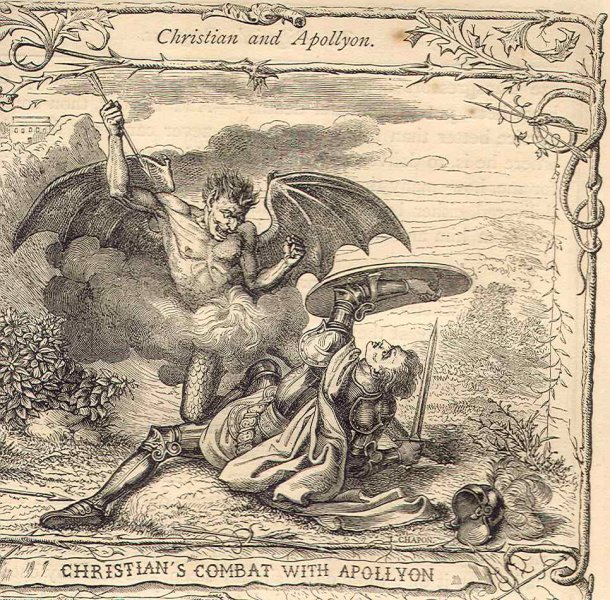
أبوليون (أعلى) يقاتل مسيحي في تقدم جون بونيان.

أبدّون أو ملاك الهاوية (بالإنجليزية: Abaddon)‏ كلمة عبرية، أصل معناها الهلاك، وفي العصور الوسطى صارت مرادفة للجحيم أو لحاكمه، وفي سفر الرؤيا 9: 711 يسميه يوحنا الملاح المسيحي للموت، أو ملاك الموت. والكلمة عبرية وتعني مكان الدمار أو الهاوية، كما في سفر أيوب 26: 8 وكما في المزمور 88: 11. ولكن هذه الكلمة قبل أن تشوهها التقاليد اليهودية المسيحية كانت تشير إلى الحفرة، أو الكهف الذي كانت الأديان والمدارس السرية تستخدمها لإقامة شعيرة الدخول في الأسرار الكبرى. وكانت التجربة تستدعي استخدام المواد الشعائرية التي تجعل طالب الأسرار الكبرى يخضع لحالة تغيير يمكنه (أو يمكنها إذا كانت امرأة) تلقى الوحي المقدس. ولأن التجربة لم تكن دائما مستساغة، فقد صاروا يطلقون عليها صفة «الجهنمية». ولكن مهما كان الأمر فقد كانت تعتبر ضرورية ضرورة مطلقة بحيث إن ناشد الأسرار يصبح أنقى بما يكفي لمواجمة «عقل الله». ولذلك سمي هذا المكان باسم «مكان الدمار».

## ببليوغرافيا
- Metzeger، Bruce M. (ed.)؛ Michael D. Coogan (ed.) (1993). The Oxford Companion to the Bible. Oxford, UK: دار نشر جامعة أكسفورد. ISBN:0-19-504645-5. مؤرشف من الأصل في 2023-01-23. {{استشهاد بكتاب}}: |الأول= باسم عام (مساعدة)
- Halley، Henry H.؛ James E. Ruark (ed.) (2000). Halley's Bible Handbook. Grand Rapids, MI: Zondervan Publishing House. ISBN:0-310-22479-9. {{استشهاد بكتاب}}: |مؤلف2= باسم عام (مساعدة)
- MacDonald، William؛ Art Farstad (ed.) (1995). Believer's Bible Commentary. Nashville, TN: توماس نيلسون  [لغات أخرى]‏. ISBN:0-8407-1972-8. {{استشهاد بكتاب}}: |مؤلف2= باسم عام (مساعدة)صيانة الاستشهاد: علامات ترقيم زائدة (link)